# Gardabani
Gardabani (en georgiano: გარდაბანი; en azerí: Qarayazı) es una ciudad de Georgia ubicada en el sur de la región de Baja Iberia, siendo la capital del municipio homónimo.

## Geografía
Gardabani se encuentra en la llanura de Baja Iberia, a 34 kilómetros al sureste de Tiflis y a 10 kilómetros de Rustavi. La frontera con Azerbaiyán se extiende casi diez kilómetros al sureste de la ciudad. 

## Historia
Gardabani era un pueblo discreto en el campo del sur de Georgia hasta el dominio ruso en el siglo XIX. Karatapa (en georgiano: ყარატაფა; en azerí: Qarayazı; en ruso: Караязы), a menudo deletreado Karaia en georgiano, se convirtió en el centro del uyezd homónimo en la gobernación de Tiflis. Karayazi estaba poblado principalmente por azeríes, a quienes en ese momento se los denominaba tártaros, al igual que otros grupos étnicos de habla turca. En 1886, el 94% de los más de 5.000 habitantes de Karayazi eran de ascendencia azerbaiyana. Tras la finalización de la línea ferroviaria Tiflis-Bakú en 1883, se abrió una estación en Karayaz.
Karayazi estaba en la principal ruta de ataque desde Azerbaiyán durante la invasión soviética de la República Democrática de Georgia en febrero de 1921, cuando intentó pasar trenes blindados a lo largo de Karayazi hacia Tiflis. A fines de febrero, los soviéticos capturaron Tiflis y pronto la incorporaron como la RSS de Georgia. En 1938, el raion de Karayazi se separó del ókrug de Tiflis, lo que convirtió a Karayazi en el centro administrativo del nuevo raion. Hasta 1947, Gardabani se conocía como Karayazi.
El estatus de ciudad se otorgó en 1969, después de que se construyera una planta de energía térmica para Tiflis, lo que provocó un rápido crecimiento. Desde entonces se han construido más plantas de arado y la ciudad hoy en día suministra casi toda la electricidad generada térmicamente en el país.
Después de la revolución de las Rosas de 2003, se hicieron esfuerzos para expandir la producción de electricidad para una mayor independencia energética, pero también para hacer frente a la crisis energética que azotó al país durante años. Con las reformas de la gobernanza local en 2006, todas las raciones se convirtieron en municipios y Gardabani siguió siendo el centro administrativo del municipio. En 2006 se inauguró en Gardabani una central eléctrica a gas con una capacidad de 110 MW, la primera nueva central eléctrica desde la independencia del país. Gardabani es uno de los dos grandes asentamientos asirios en Georgia.

## Demografía
La evolución demográfica de Gardabani entre 1923 y 2014 fue la siguiente:
| 904                                             | 1846 | 9131 | 17 176 | 15 047 | 11 858 | 10 753 | 11 650 |
| (Fuente: Population of Georgia in Soviet times) |      |      |        |        |        |        |        |

Su población era de 10.753 en 2014, con el 63% de la población son azeríes y el 30%, georgianos.
|              | 1939      | 1939       | 2014      | 2014       |
| Grupo étnico | Población | Porcentaje | Población | Porcentaje |
| ------------ | --------- | ---------- | --------- | ---------- |
| Georgianos   | 71        | 3,8%       | 3231      | 30%        |
| Rusos        | 234       | 12,7%      | 147       | 1,37%      |
| Ucranianos   | 234       | 12,7%      | 30        | 0,28%      |
| Azeríes      | 1398      | 75,7%      | 6787      | 63,12%     |
| Armenios     | 52        | 2,8%       | 201       | 1,87%      |
| Griegos      | 3         | 1%         | 15        | 0,14%      |
| Osetios      | 2         | 0,1%       | 20        | 0,18%      |
| Asirios      | 4         | 0,1%       | 272       | 2,53%      |
| Judíos       | 27        | 1,5%       | -         | -          |
| Alemanes     | 4         | 0,1%       | -         | -          |
| Total        | 1846      | 100%       | 10 753    | 100%       |

Una comunidad asiria relativamente grande vive en Gardabani. Después del genocidio asirio en 1915, los sobrevivientes de la región anatolia de Bohtan huyeron al Imperio ruso a través de Ereván y finalmente, después de las revoluciones y guerras de ese período, se establecieron en algunas aldeas de la RSS de Azerbaiyán. Sin embargo, nunca se convirtieron en ciudadanos soviéticos y fueron deportados a Siberia en 1949, donde vivieron en el exilio hasta 1956. Los residentes de Agstafa no permitieron regresar a los asirios que habían sido deportados de la ciudad de Azerbaiyán, por lo que terminaron en Gardabani.

## Economía
Gardabani es el centro de producción de electricidad térmica en Georgia, después de que la ciudad fuera seleccionada en la década de 1960 como el sitio para la central térmica de Tiflis, que se construyó a 3 kilómetros al oeste de la ciudad. Desde entonces, se han construido más plantas, y actualmente el sitio alberga varias centrales eléctricas de gas y carbón que son responsables de casi toda la producción de electricidad térmica en Georgia. 
Desde 2012, se lanzó una nueva inversión paso a paso en la independencia energética del país con la construcción de nuevas centrales de ciclo combinado en Gardabani. Las centrales hidroeléctricas son responsables del 75-80% de la producción de electricidad en el país montañoso, parte de la cual es estacional. En 2015, se inauguró la primera central eléctrica de ciclo combinado de Georgia, la Gardabani-1 de 230 MW. A principios de 2020 le siguió la central de ciclo combinado Gardabani-2 de 230 MW. En septiembre de 2020 se anunció la construcción de la central de ciclo combinado Gardabani-3 de 272 MW y un año después la central de ciclo combinado Gardabani-4 de 250 MW.
En 2005, se inauguró una estación de bombeo para el oleoducto Bakú-Tiflis-Ceyhan cerca de Gardabani, completando el sector georgiano del oleoducto.

## Infraestructura

### Transporte
Sólo una carretera pasa por Gardabani, la Sh66. Esta es una conexión desde Rustavi a través de Gardabani hasta el cruce fronterizo de Vajtangisi con Azerbaiyán. Con poco más de 69.000 viajeros extranjeros en 2019, este es un cruce fronterizo secundario.
La línea ferroviaria Tiflis-Bakú, inaugurada en 1883, tiene una estación en las afueras de Gardabani. 

## Personas ilustres
- Ilgar Mirzayev (1973-2020): militar de Azerbaiyán, coronel de las Fuerzas Armadas de Azerbaiyán.
- Chingiz Allazov (1993): kickboxer bielorruso de ascendencia azerbaiyana, que actualmente compite en la categoría de peso pluma de ONE Championship.
- Avtandil Chrikishvili (1991): deportista georgiano que compite en judo y ganó dos medallas en el Campeonato Mundial de Judo.

## Galería

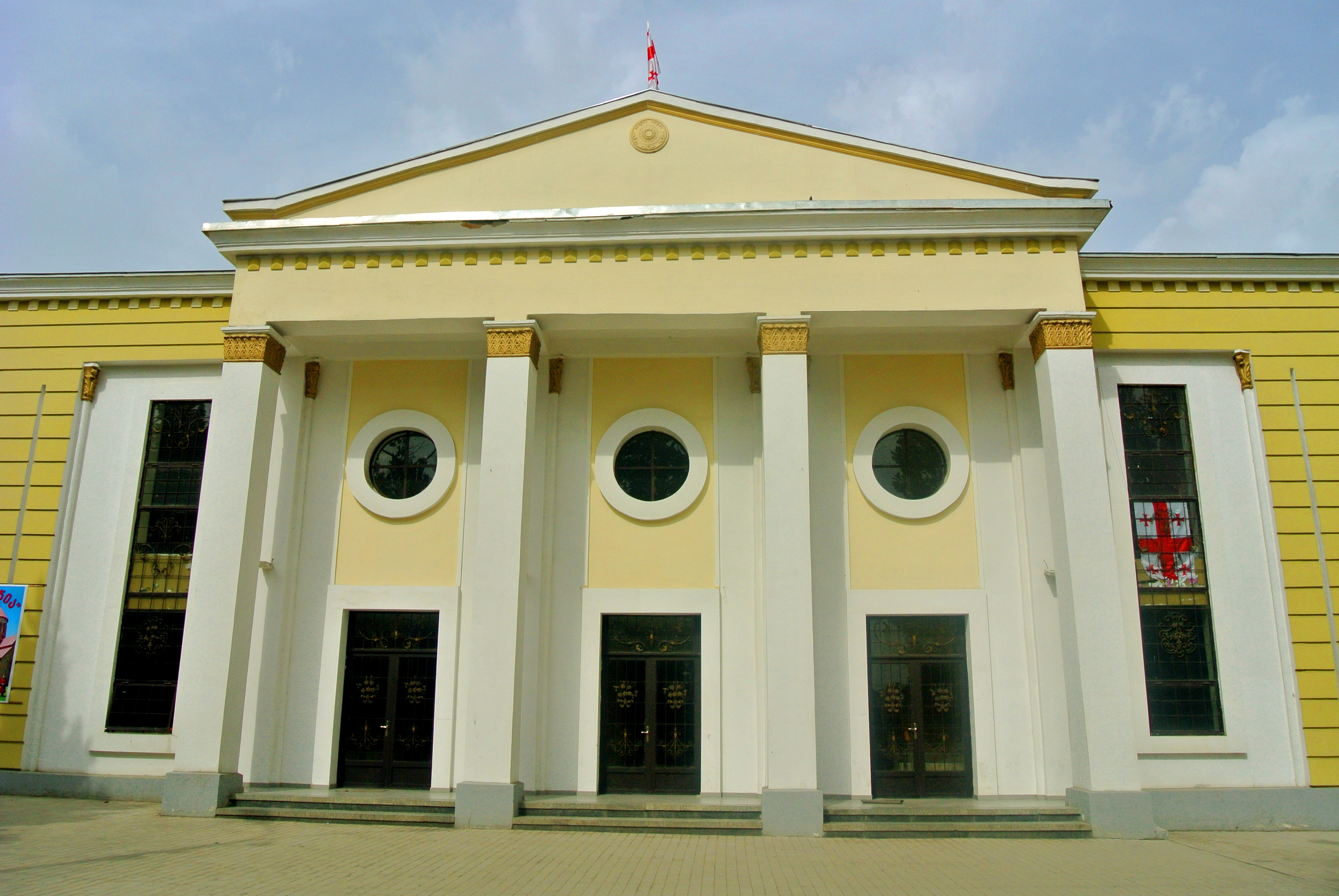
Centro cultural
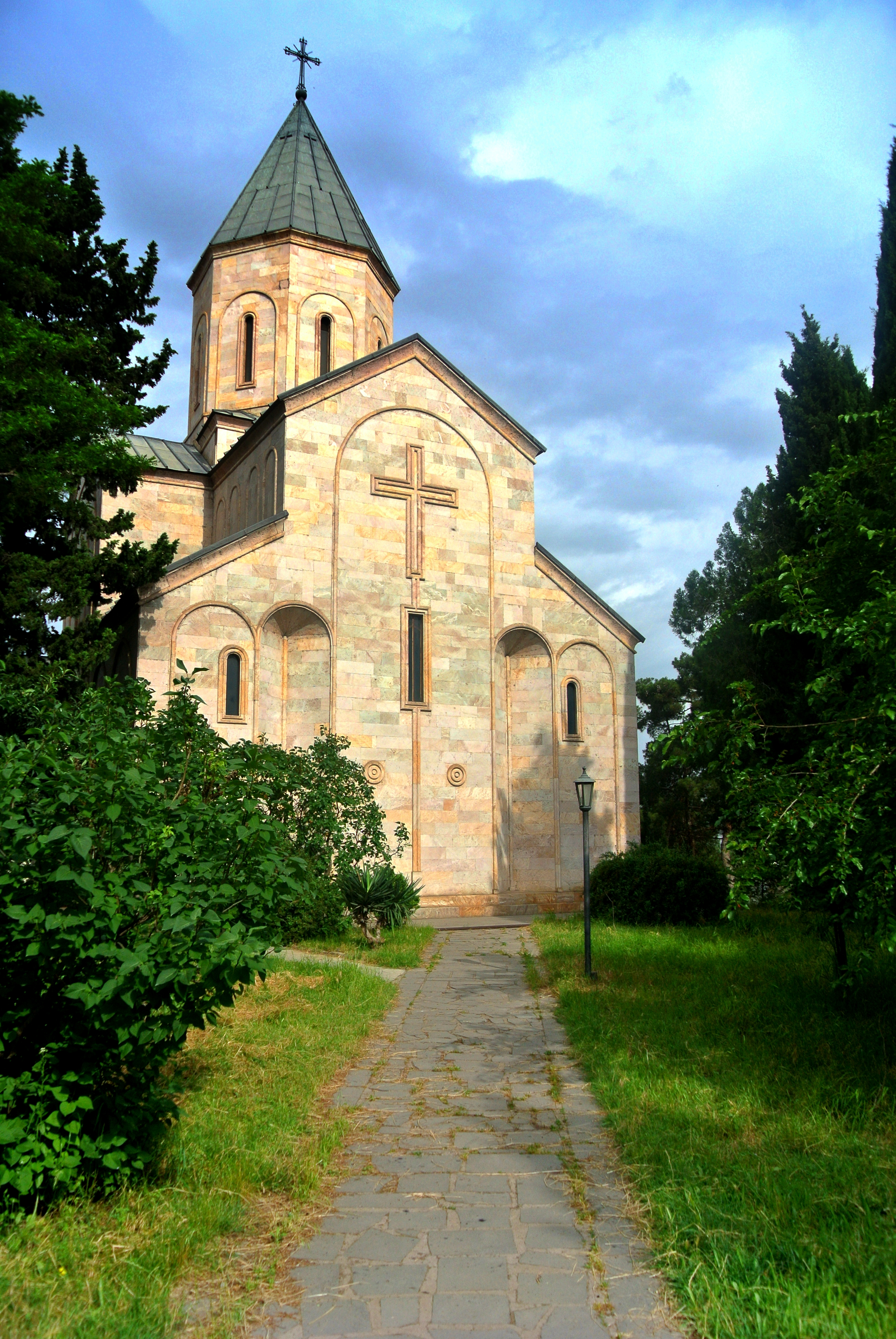
Iglesia de Gardabani
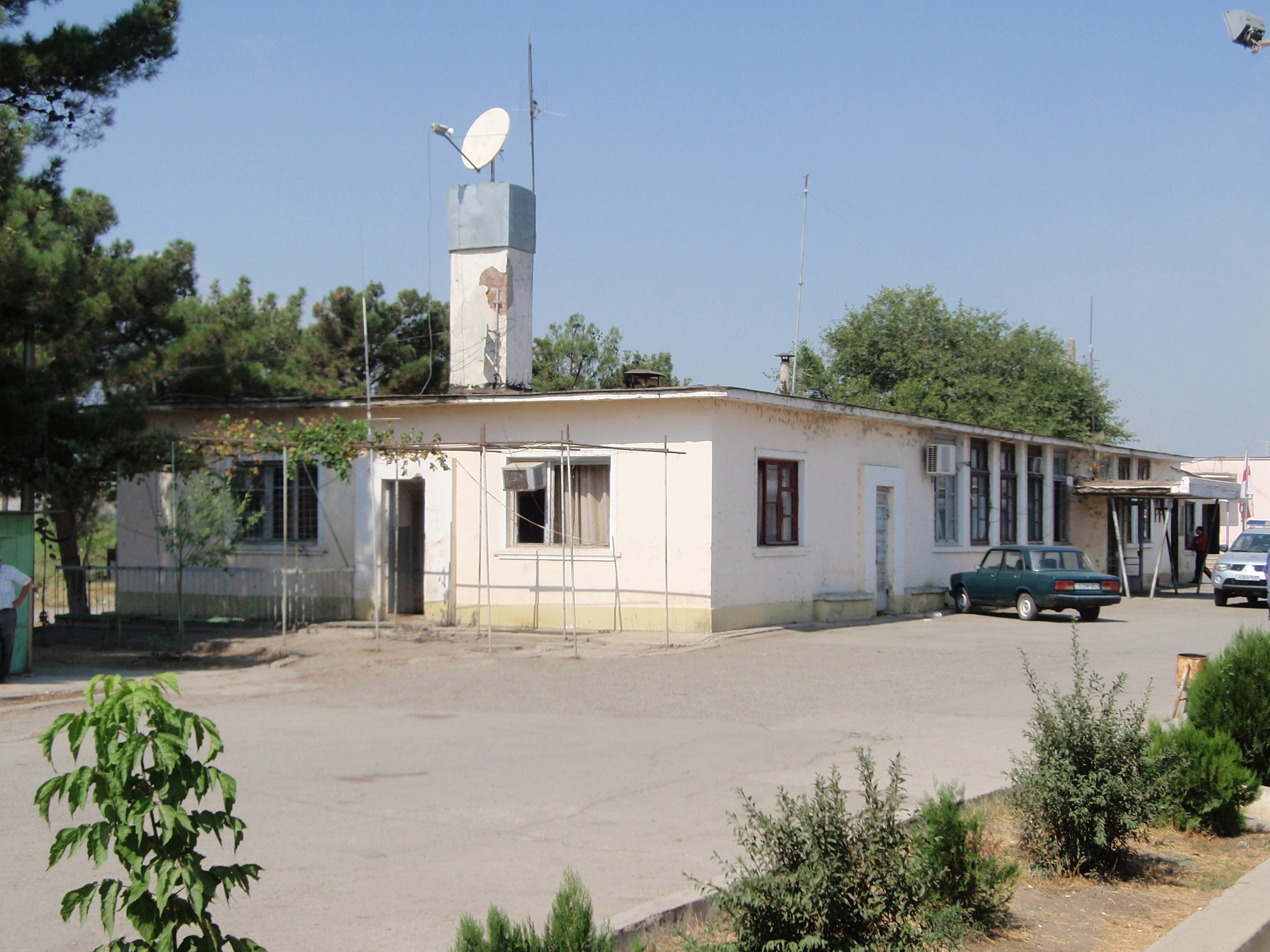
Estación de Gardabani
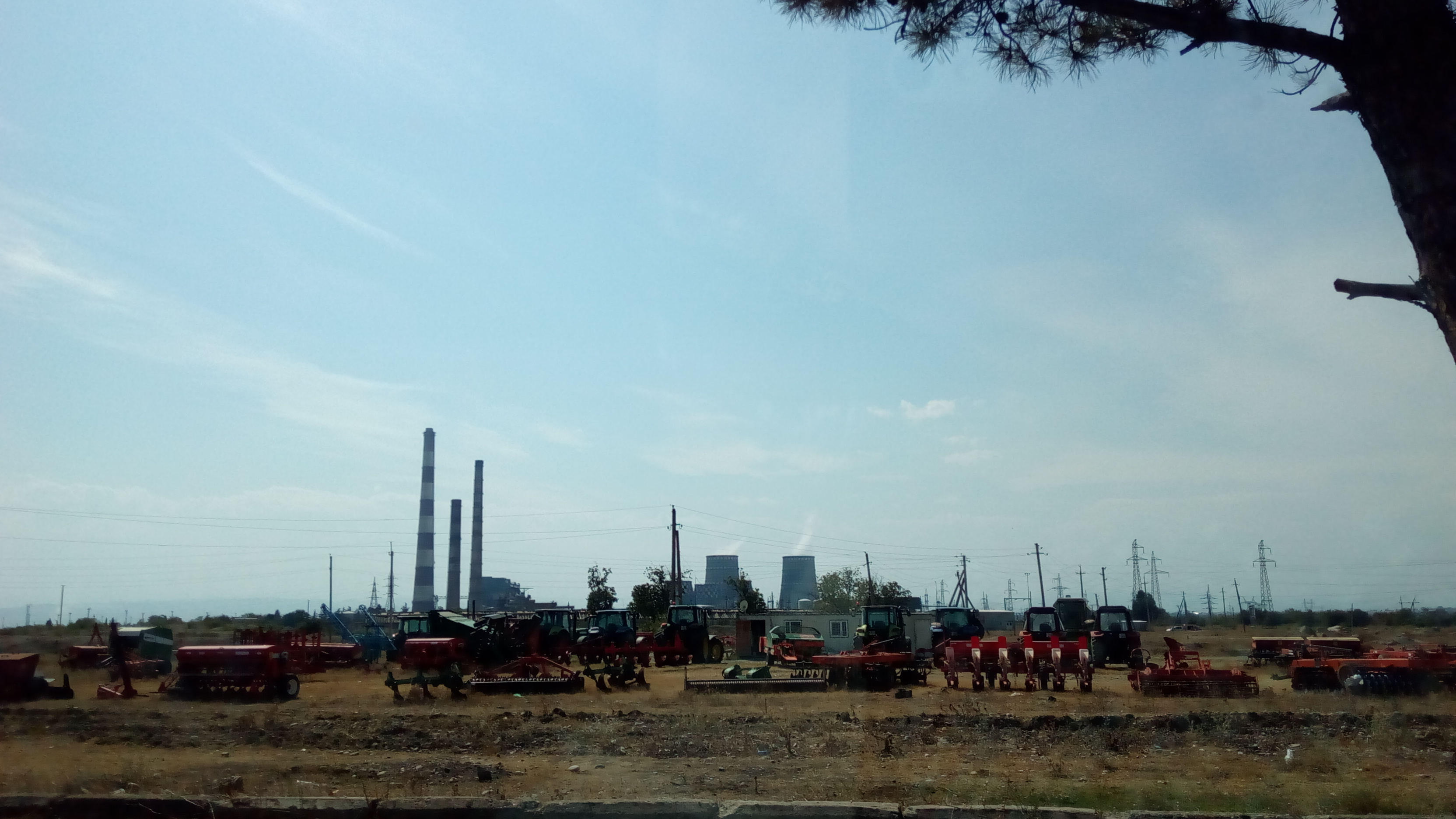
Central térmica de Gardabani
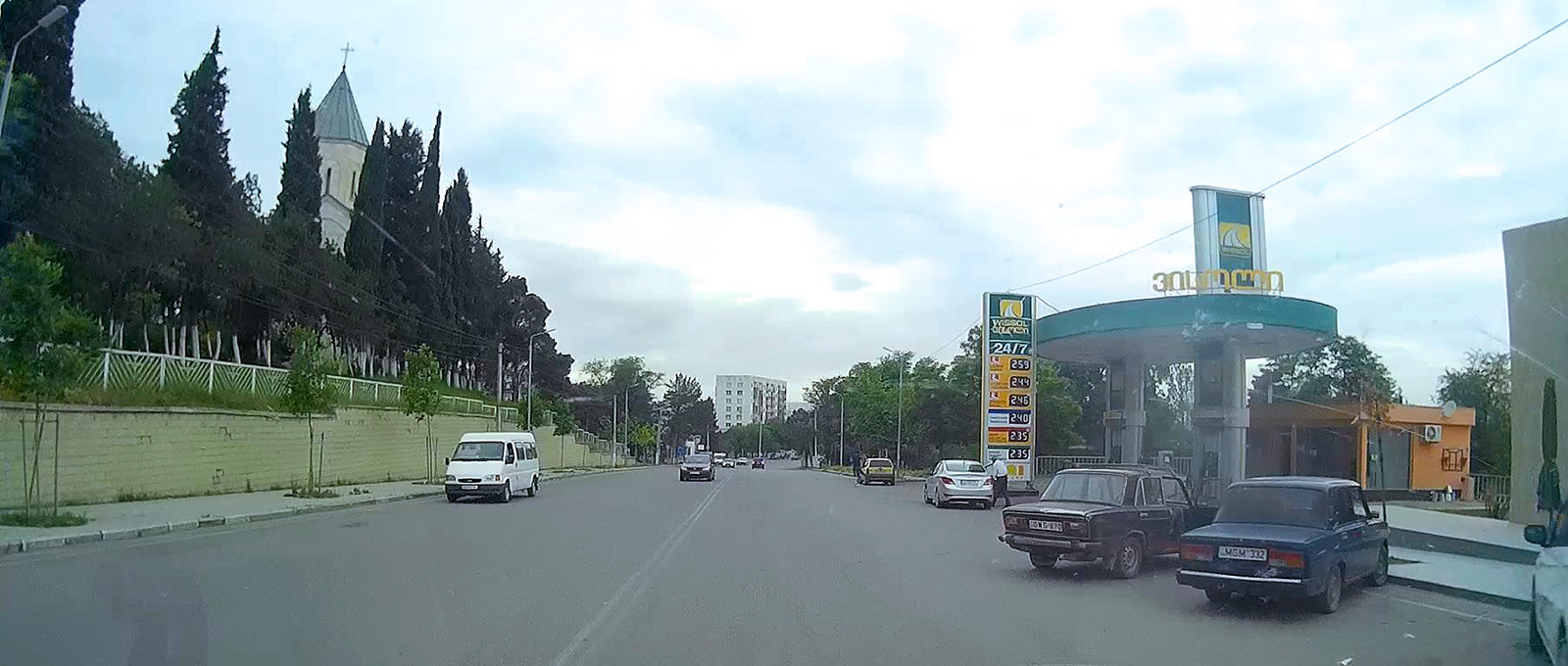
Carretera Sh66